# Sultanpur (distrikt)
Sultanpur (hindi: सुल्तानपुर ज़िला, urdu: سلطان پور ضلع) er et distrikt i den indiske delstat Uttar Pradesh. Distriktets hovedstad er Sultanpur. 

## Demografi
Ved folketællingen i 2011 var der 3,790,922 indbyggere i distriktet, mod 3,214,832 i 2001. Den urbane befolkning udgør 5,28 % af befolkningen.
Børn i alderen 0 til 6 år udgjorde 14,23 % i 2011 mod 19,19 % i 2001. Antallet af piger i den alder per tusinde drenge er 941 i 2011.